# Lasino
Lasino település Olaszországban, Trento megyében. Lakosainak száma 1277 fő (2008). Lasino Calavino, Dro, Cavedine és Trento községekkel határos.

## Népesség
A település népességének változása:

| 2008 | 1 277 |